# Добривоје Иванковић Пики
Добривоје Иванковић (Ошљане код Књажевца, 1948) српски је уметник.

## Биографија
Средњу Уметничку школу завршио је у Нишу. Сликарство и последипломске студије завршио је на Академији Ликовних Уметности у Београду (1969-1978) у класи професора Младена Србиновића. Члан је Удружења ликовних уметника Србије (УЛУС). Од 1989. године живи у Торонту, Канада, где се додатно бави црквеном уметношћу.
Сликарство Д.Иванковића припада широкој породици Фантастичне уметности, оној линији која обухвата уметнике као  што су Хијеронимус Бош, Салвадор Дали, Рене Магрит, Марк Шагал, Иван Олбрајт, а код нас Дадо Ђурић и Љуба Поповић.
Поред дела великих уметника фантастике који су утицали на формирање ликовног и симболичнот света Д. Иванковића, сам уметник наводи још један извор из кога је црпео своју инспирацију - Византијску уметност, која је у њему врло рано покренула прва размишљањима о животу, пролазности, смислу постојања:
"Мој први сусрет са уметношћу су велике зидне површине осликане сценама Новог Завета,  где Роиђење Христово и Распеће чине кључне тематске целине. На једној страни рођење, на другој смрт-Распеће. У византијском живопису жива материја је затечена у некаквом прелазном стању између физичког и духовног света, у коме људи, животиње и амбијенти постају исто. Отуда моје интересовање за свет који се мења, нестаје, пропада. Од раних студентских дана (сликарских покушаја) мени се постављао проблем како тај однос живог и мртвог, изразити на савремен начин. Отуда три симболичне целине: Врата, Дворишта и Вртови...То су симболичне целине у којима живи свет прошлости премрежен паучином. Људи, животиње, обрасли травом, разлупана јаја, напуштена гнезда, закоровљени прагови, окамењене животиње. У том Хаосу, појављује се Јаје, савршен облик и белина, из кога се рађа Живот и Ред."
У предговору каталога Галерије КНУ, ликовни критичар Душан Ђокић пише :
"Ако увод у фигуративну фантастику Д. Иванковића представља извесну комбинацију утицајних притока, а у концепцији структуре и пластичког дуктуса Ивана Олбрајта и нашег Дада Ђурића, то су, у погледу суштине и увида у целину склопа његовим начином представљеним, само "трагови" и "ослонци", који су у односу на напор који он улаже јављају као ванпластичне "теме" или "могућности" према ономе што избија из унутрашњости: у питању је, дакле, једна другачије усмерена "школа", која се на свој начин односи према овим подстицајима...Подобно сневачу са широко отвореним очима, Д. Иванковић преко непосредних визуелних чињеница реалности открива једну поетско-фантастичну, визионарску сценографију, са помереним и парадоксално испреплетеним нитима значења, без усиљених метафора, заумних хипербола и насилних спојева."

## Изложбе

### Самосталне изложбе
- 1975. "Слике и цртежи, Иванковић Добривоје ", Галерија Дома oмладине Београда[2]
- 1978. "ДОБРИВОЈЕ ИВАНКОВИЋ, Слике и цртежи", Галерија Коларчевог Народног Универзитета, Београд[1]
- 1980. "ИВАНКОВИЋ, Слике и цртежи", Народни музеј Ниш[3]
- 1988. "Слике и цртежи, ИВАНКОВИЋ ДОБРИВОЈЕ", Галерија "Код Позоришта" у Београду
- 1992. Solo exibition, at Luba Bystriansky Gallery, Contemporary Fine Art,  August 1992, Toronto, Canada

### Групне изложбе
- 1973. "Цртежи студената Академије ликовних уметности", Галерија Дом омладине Београда
- 1974. "Цртежи студената Факултета ликовних уметности", Галерија Дом омладине Београда
- 1974. Културни центар Ивањица, "Седма заједничка изложба учесника колоније"[4]
- 1974, 1975, 1976. "Графика београдског круга", Галерија Графичког колектива, Београд[5]
- 1974. "Перспективе II", Галерија код Позоришта, Београд
- 1974. "Октобарски салон"[6], Изложбени павиљон, Масариковa 4, Београд
- 1974. "Слике - Скулптуре - Графике Студената V године Факултета за ликовне уметности", Галерија УЛУС-а, Београд[7]
- 1974. "XIV Ликовна јесен", Галерија Савремене Уметности Градског Музаја, Сомбор[8]
- 1975, 1977. "VIII и IX Бијенале младих", Модерна галерија Ријека[9]
- 1975. "Изложба графика", "XIV Ликовни сусрет", Суботица[10]
- 1975. "Свет у коме живимо", Галерија Културног центра Београда[11]
- 1978. "Новопримљени чланови УЛУС-а", Галерија УЛУС-а, Београд[7]
- 1979. "Сићево '79", Народни музеј Ниш, Галерија савремене ликовне уметности,[12]
- 1980. "Нова београдска фантастика", Ликовна галерија Културног центра Београда[11]
- 1992. Recognized Etobicoke Artists Show, June - September 1992, Etobicoke City Hall Art Gallery, Toronto, Canada[13]
- 1992. GROUP SHOW, July - August 1992, Luba Bystriansky Gallery, Contemporary Fine Art, Toronto
- 1997. Recognized Etobicoke Artists Show, February - March 1997, Etobicoke City Hall Art Gallery, Toronto, Canada[13]

### Предговори каталога самосталних изложби
- 1975. Радомир Рељић : "Сликарске ентропије Добривоја Иванковића", (пред. кат.), Галерија Дома Омладине, Београд[2]
- 1978. Душан Ђокић[14] : "Добривоје Иванковић: слике и цртежи", (пред. кат.), Галерија Коларчевог народног универзитета, Београд[1]
- 1980. Душан Ђокић : "Зачарана дворишта Добривоја Иванковића" ; Др.Владимир Адамовић: "Пролазност, трајање и танатос", (пред. кат.), Галерија Савремене Уметности, Ниш[12]
- 1988. Дејан Ђорић: "Камени принципи мудрости", (пред. кат.), Галерија "Код позоришта", Београд
- 2019. Ђорђе Кадијевић: "Добривоје Иванковић", 2019. Београд

### Часописи и новински чланци
- 1975. Ј. Д. (Јерко Јеша Денегри?): "Наговештај талента", (новински чланак поводом изложбе у Галерији Дома омладине у Београду)
- 1978. Слободан Ристић: "Амбијенти Добривоја Иванковића", Изложба у Галерији КНУ, Политика[15], 27. децембар, 1978. Београд
- 1980. Војислав Девић: "Контролисана спонтаност", Изложба Добривоја Иванковића, Народне новине[16], 13, и 14, септембар, 1980. Ниш
- 1980. Душан Ђокић: "Нова београдска фантастика", текст у каталогу Изложбе у Галерији Културног Центра Београда
- 1985. Томислав Мијовић : "Пред трајном загонетком", Развитак, јануар - фебруар 1985. Бр. 1, Зајечар
- 1988. Душан Ђокић : "Добривоје Иванковић: слике и цртежи - Галерија код позоришта", Ликовни живот[17], год. 1 број 6/7, 1988. Земун
- 1989. Срба Игњатовић: "Исток Србије. Ошљане. Код сликара Иванковића", (песма), Политика[15], 28, октобар, 1989. Београд
- 1989. Срба Игњатовић: "Memento лета 1989.", Одјек, 15-31. децембар, 1989. Сарајево
- 1989. Срба Игњатовић: "Ликовни простор и симболички кључеви Иванковићеве визије", (ауторски текст), Књажевац, 1989.

## Галерија
- Капија - старост попут птице,1977, уље на платну
- Врата - поглед у унутрашњост, 1979, уље на платну
- Двориште, 1987, уље на платну